# Oskar Fried

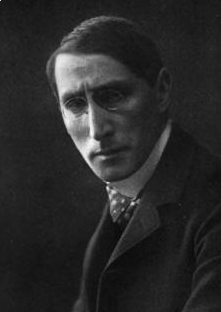
Oskar Fried.

Oskar Fried, född 10 augusti 1871 i Berlin, död 5 juli 1941 i Moskva, var en tysk musiker.
Fried, som var lärjunge av Engelbert Humperdinck och Philipp Scharwenka, blev 1907 dirigent för Gesellschaft der Musikfreunde i Berlin. Han vann stort anseende som musikledare och framträdde sedan 1900 med egenartade kompositioner, bland annat solosånger, duetter, damkörer, körverken Das trunkene Lied (1905; text efter Friedrich Nietzsches "Zarathustra") och Erntelied samt instrumentalverk.
Fried var jude och socialist och emigrerade därför 1934 till Sovjetunionen.